# Кундура, Елена
Елена Кундура (греч. Έλενα Κουντουρά, род. 2 ноября 1962, Афины, Греция) — греческий политический и государственный деятель, модель. Действующий депутат Европейского парламента со 2 июля 2019 года, ныне представляет партию СИРИЗА и входит в группу Европейские объединённые левые / Лево-зелёные Севера. В прошлом — заместитель министра по туризму в Министерстве экономики, развития и туризма в 2015—2016 гг. и министр туризма в 2016—2019 гг. в первом и втором кабинетах Алексиса Ципраса, депутат парламента Греции в 2004—2007 и 2011—2019 гг.

## Биография
Родилась 2 ноября 1962 года в Афинах.
Её отец Александрос Кундурас был офицером греческой армии. После прихода к власти «чёрных полковников» участвовал в неудачном контрперевороте короля Константина II 13 декабря 1967 года и был демобилизован. Был одним из организаторов и руководителей прокоролевской политической организации.

## Спортивная карьера
В юности занималась спортом. Была чемпионкой Греции в прыжках в высоту, а также в беге на 100 метров с барьерами на Панэллинском чемпионате по лёгкой атлетике 1978 года. Была членом национальной сборной по прыжкам в высоту по лёгкой атлетике на протяжении многих лет.
В 1984 году окончила факультет физического воспитания (Школу физического воспитания и спорта, греч. ΤΕΦΑΑ) Афинского университета, получила степень бакалавра.

## Карьера модели
С 1984 по 1996 гг. делала международную карьеру в индустрии моды. В 1990 году она была названа CNN одной из десяти лучших моделей мира. Переехала в Париж, работала в Токио, Нью-Йорке и Милане. Сотрудничала на протяжении многих лет с французским фотографом, модельером и арт-директором Сержем Лютансом, с японской косметической компанией Shiseido. В 1990-х годах была близка с моделями Иман и Линдой Евангелистой, работала с агентством Elite. В 1997 году вернулась в Грецию, до 2003 была редактором женских журналов.

## Политическая карьера
По результатам выборов 7 марта 2004 года избрана в Первом округе Афин депутатом парламента, представляла партию «Новая демократия». По результатам последующих выборов 16 сентября 2007 года и 4 октября 2009 года не прошла в парламент. Вернулась в ноябре 2011 года, когда Димитрис Аврамопулос ушёл в правительство Лукаса Пападимоса. 12 февраля 2012 года из-за несогласия со Вторым меморандумом о взаимопонимании между Грецией, Европейской комиссией и Банком Греции, внесённого Лукасом Пападимосом в парламент на обсуждение, по решению Антониса Самараса вышла из «Новой демократии». Продолжила политическую деятельность в качестве независимого депутата и с другими девятью членами парламента создала первую парламентскую группу партии «Независимые греки». На выборах 6 мая 2012 года представляла партию «Независимые греки» в Первом округе Афин, переизбрана 17 июня 2012 года, 25 января 2015 года и 20 сентября 2015 года. В 2014 году возглавила партийную группу. 14 января 2019 года была исключена из партии «Независимые греки» за поддержку кабинета Алексиса Ципраса и перешла в партию СИРИЗА.
В 2014—2015 гг. была греческим членом Парламентской ассамблеи Совета Европы, работала в Комитете по иммиграции, беженцам и перемещённым лицам и Комитете по равенству и борьбе с дискриминацией.
С 27 января 2015 года заместитель министра по туризму, с 5 ноября 2016 — министр туризма в кабинете Алексиса Ципраса. Находилась в должности до смены правительства в мае 2019 года.
По результатам выборов 26 мая 2019 года избрана депутатом Европейского парламента от партии СИРИЗА. Вошла в группу «Европейские объединённые левые / Лево-зелёные Севера».
Владеет английским, французским и испанским языками.

## Благотворительность
Занимается благотворительностью. С 2009 года — президент греческого отделения европейской НКО Europa Donna, занимающейся профилактикой и повышением осведомленности о раке груди и отстаиванием права на более качественные услуги для онкобольных. С 2009 года работает волонтёром в греческих и международных НКО, таких как ЮНЕСКО, ЮНИСЕФ, 
Κιβωτός του Κόσμου, уделяя особое внимание благотворительности, правам человека, здоровью, проблемам женщин и семье.

## Награды
- Международная премия «Министр туризма 2019 года» на ITB Berlin[1]
- Премия 2019 года от Всемирного совета по туризму и путешествиям[1]

Она была удостоена награды за поддержку в распространении греческого паралимпийского волонтёрства, а в декабре 2007 года она была отмечена греческим государством как посол доброй воли по социальному волонтёрству.

## Личная жизнь
В 1986 году познакомилась с испанским футболистом Мишелем Пинедой. В 1987 году вышла за него замуж в церкви Святого Георгия в Вулиагмени. На свадьбе присутствовала футбольная команда «Эспаньол». Развелась спустя 2,5 года.
Второй раз вышла замуж за баскетболиста Сарандиса Папахристопулоса (Σαράντης Παπαχριστόπουλος), игрока клубов «Паниониос», «Олимпиакос» и сборной Греции. В этом браке родила двух сыновей — Александроса и Мариоса.